# 機場鐵道 (企業)
機場鐵道（：／ Gonghang cheoldo */?）是韓國鐵道公社旗下專門營運仁川國際機場鐵道的子公司。

## 簡介
- 成立年份：2001年3月
- 母公司：韓國鐵道公社
- 公司地址：韓國鐵道公社機場快線大樓
 大韓民國 仁川廣域市 西區 黔岩洞（朝鲜语：검암동） 黔石路46
- CEO：李厚三（朝鲜语：이후삼）

## 外部連結
- 韓國鐵道公社機場快線公司 （页面存档备份，存于）